# Тихонова Пустынь (станция)
Ти́хонова Пу́стынь — узловая станция Московской железной дороги в границах городского округа Калуга Калужской области. Открыта в 1899 году на Московско-Киево-Воронежской железной дороге.

## Описание
Входит в Московско-Смоленский центр организации работы железнодорожных станций ДЦС-3 Московской дирекции управления движением. По основному применению является участковой, по объёму работы отнесена ко 2 классу.
К югу от станции развязка двух железнодорожных линий: главного хода — Киевского направления МЖД и широтного хода (хордовой линии) Вязьма — Сызрань. Все пригородные электропоезда отправлением с Киевского вокзала города Москвы или станции Кресты следуют по широтному ходу до станции Калуга-1. Добраться до железнодорожных станций и платформ главного (Киевского) хода, расположенных южнее станции Тихонова Пустынь, невозможно. Требуется пересадка на ближайших по направлению к Калуге станциях на электропоезда, следующие по маршруту Калуга-1 — Сухиничи.
Имеются: кирпичное здание железнодорожного вокзала и две высокие пассажирские платформы (береговая и островная), соединённые между собой низкими пешеходными переходами с деревянными настилами. Турникеты не установлены, на платформах имеются терминалы предварительного проездного документа — ТППД.

## История
7 (19) июня 1895 года Императором Николаем II было утверждено третье дополнение к Уставу частной Киево-Воронежской железной дороги, согласно которому обществу присваивалось наименование «Общество Московско-Киево-Воронежской железной дороги» и предписывалось построить железнодорожную линию от Брянска до Москвы через Сухиничи и Малоярославец.
Участок широкой колеи от Москвы до Брянска повсеместно был закончен строительством к концу 1898 года. В том же году была построена и станция Тихонова Пустынь с несколькими путями и каменным зданием вокзала с буфетом. В 1899 году был построен съезд к станции Муратовка Сызрано — Вяземской железной дороги.
Торжественное открытие пассажирского движения на всей линии от Москвы до Брянска и станции Тихонова Пустынь состоялось 1 (13) августа 1899 года. Регулярное движение пассажирских поездов от Тихоновой Пустыни до Калуги открыто в 1900 году.
В годы Великой Отечественной войны станция и посёлок были оккупированы войсками Нацистской Германии с октября 1941 по начало января 1942 г. В ноябре 1941 года коллаборационистами из Калужской горуправы для лояльных новому режиму граждан были организованы так называемые «продовольственные походы» на полуразрушенный элеватор, расположенный недалеко от станции. Люди должны были собирать «горящее зерно» 10-12 часов в сутки подручными средствами, причём 90 % собранного тут же передать оккупационным властям. Местные жители под страхом смерти также пытались набрать себе немного «горелого зерна». Многим в Тихоновой Пустыни и близлежащих деревнях благодаря этому зерну удалось пережить суровую зиму 1941—1942 годов.
C 29 декабря 1941 года в районе станции шли непрерывные ожесточённые бои, которые продолжались семь суток.

Дело с окончательной очисткой гор. Калуга от противника недопустимо затянулось. Дальнейшая задержка спровоцирует противника на активные действия. Военный Совет фронта требует под личную ответственность товарищей Болдина и Сорокина ликвидировать противника в гор. Калуга не позже 28 декабря и не позже 29 декабря занять станцию Тихонова Пустынь и Полотняный завод…
Жуков.— Из директивы ВС Западного фронта от 27.12.1941.
Полностью освободить станцию и посёлок от оккупантов бойцам 50 армии генерал-лейтенанта И. В. Болдина удалось лишь 6 января 1942 года в ходе проведения Калужской наступательной операции.
В 2005 году к 105-й годовщине пуска станции в эксплуатацию был произведён капитальный ремонт здания вокзала

### Происшествия и катастрофы
11 сентября 2021 года на территории станции в 16:56 при отправлении поезда № 3742 (грузовой) с приёмосдаточного пути № 13 произошёл сход первого по ходу движения вагона. Жертв и разрушений не зафиксировано.

## Пассажирское движение
На станции имеют техническую остановку1 часть поездов дальнего следования Москва — Анапа (555М/556М, 563М/564М), назначаемые в летний период. После смены локомотива с электровоза на тепловоз эти составы следуют до Тулы по широтному ходу Вязьма — Сызрань без остановки на станции Калуга-1 и далее на Ефремов — Липецк, либо на Орёл — Курск.
В Тихоновой Пустыни останавливаются все пригородные электропоезда (кроме экспрессов), следующие направлением на Москву, Кресты и Калугу.
1 — техническая остановка, купить билет до станции Тихонова Пустынь на эти поезда невозможно.

## Комментарии
1. ↑  На 1 июня 2021 года данные о точных границах региона (отделения) не публиковались в официальных источниках.
2. ↑  ТППД — терминал, с помощью которого пассажир оформляет предварительный проездной документ (талон), подтверждающий факт отправления от станций, где отсутствуют или не работают билетные кассы и билетные автоматы.
3. ↑  В своей книге «Пехота вермахта на Восточном фронте...» немецкий отставной генерал от инфантерии и публицист Фридрих Хоссбах утверждает, что командный пункт 31 пехотной дивизии из состава XXXXIII армейского корпуса находился в Тихоновой Пустыне с 30 декабря 1941 года по 9 января 1942 года[11].